# Georg Brack (Komponist)
Georg Brack (auch Jörg Brack, * um 1455 in Hallein bei Salzburg; † um 1518 in Stuttgart (unsicher)) war ein deutscher Komponist, Kapellmeister und Musiktheoretiker der Renaissance.

## Leben und Wirken
Die genauen Geburts- und Sterbedaten von Georg Brack konnten bisher von der musikhistorischen Forschung noch nicht ermittelt werden. Seine Herkunft und die ungefähren Geburtsdaten ergeben sich aus der Matrikel der Universität Wien, wo es heißt, dass sich „Georgius Prakch de Salina“ dort im Wintersemester 1471/72 eingeschrieben hat. Über seine musikalische Ausbildung sind keine Informationen überliefert; insbesondere aber fehlen Informationen über sein Leben in dem langen Zeitraum zwischen seinem Studium in Wien und seiner späteren Stuttgarter Anstellung. Belegt sind die Aktivitäten, die Kaplan Sebastian Wortwin im Auftrag von Herzog Ulrich von Württemberg durchführte. Herzog Ulrich wollte für die Neugründung seiner Stuttgarter Hofkapelle Musiker gewinnen und schickte den genannten Kaplan nach Konstanz, Augsburg, außerdem 1506 bis 1507 nach Innsbruck, in die Steiermark, 1508 nach Nürnberg, darüber hinaus nach Straßburg und 1512 nach Ansbach. Zusammen mit Georg Brack wurde im Jahr 1507 auch der Sänger Hans Hickas aus Schwaz in Tirol in Stuttgart engagiert. In den Landschreiberei-Rechnungen ab dem Datum Mariä Lichtmess (2. Februar) 1507 erscheint Brack als Komponist und nicht als Kapellmeister, obwohl er mit Sicherheit auch die letztgenannte Funktion wahrgenommen hat. 1508 lag er in Rottenburg längere Zeit krank. Etwas später, im Jahr 1510, erscheint er dort als Kapellmeister mit einer Jahresvergütung von zunächst 10, kurz darauf 20 und dann 30 fl. bis zum Lichtmesstag 1511; 1510 wird er in Georgiis Dienerbuch als Kapellmeister bezeichnet. Im Jahr 1511 wurde Heinrich Finck als Singemeister Bracks Nachfolger. Brack erscheint danach nicht mehr in den genannten Landschreiberei-Rechnungen; heute nehmen Musikhistoriker an, dass der Herzog wegen des hohen Honorars von Heinrich Finck (60 fl.) seinen Hofkomponisten Brack zur Entlastung des Budgets auf eine Pfründe gesetzt hat, woraus sich ergibt, dass letzterer auch Priester gewesen ist. Finck verließ jedoch die Hofkapelle etwa Anfang 1513, und ab dieser Zeit ist die Bezahlung Bracks wieder in den Landschreiberei-Rechnungen vermerkt. In diesem zweiten Stuttgarter Zeitabschnitt von Georg Brack (ab 1513) fällt auch die von ihm betriebene Vorbereitung des Lieddrucks von Peter Schöffer.
Herzog Ulrich veranlasste am 11. Juni 1514 die Entlassung seiner Hofkapelle als Reaktion auf soziale Unruhen und führte sie etwa ab 1517 in erheblich verkleinerter Form weiter; Georg Brack bewohnte aber weiterhin das Stuttgarter Haus, das ihm der Herzog geschenkt hatte. Dies berichtet der Musikhistoriker Andreas Ornitoparchus, der sich am 25. August 1515 an der Universität Tübingen eingeschrieben hatte. Beide Musiker hatten in der Folgezeit öfters Kontakt, und Ornitoparchus gab an, dass es Georg Brack gewesen sei, der ihn davon überzeugt habe, seinem Werk Musicae Activae Micrologus – einer Abhandlung über den Choral (Leipzig 1517) – einen weiteren Teil über die Mensuralmusik anzufügen. Diesen zweiten Teil hat Ornitoparchus dann auch voll Dankbarkeit Georg Brack gewidmet und hat im Vorwort dazu Bracks überragende Fähigkeiten hervorgehoben („… etiam censurae tuae subiicimus“) sowie ihn mit den Komponisten Alexander Agricola, Antoine Brumel, Loyset Compère, Caspar Czeys, Heinrich Finck, Heinrich Isaac, Josquin, Erasmus Lapicida, Jacob Obrecht, Johannes Ockeghem, Matthaeus Pipelare, Conrad Rein, Pierre de la Rue, Johannes Tinctoris und Verbonnet auf eine Stufe gestellt; der Name Bracks erscheint dann auch in seinem Panorama der zeitgenössischen Musik.
Georg Brack hat offenbar im Erscheinungsjahr des Micrologus, 1517, noch gelebt, hat aber Herzog Ulrich im Jahr 1519 nicht mehr in dessen Exil begleitet; auch wurde am 1. August 1519 Johannes Sieß zum Kapellmeister ernannt, so dass angenommen werden kann, dass Brack um das Jahr 1518 verstorben ist.

## Bedeutung
Wichtige Teile von Bracks Lebenswerk scheinen verloren gegangen zu sein. Erhalten geblieben sind von ihm nur fünf vierstimmige deutsche Lieder in gedruckten Anthologien; vier Lieder von diesen erschienen in dem erwähnten Liederbuch von Peter Schöffer (Mainz 1513). Eines der Lieder, nämlich „Ich rew und klag“, hat in der Folgezeit eine bemerkenswerte Beliebtheit erlangt; es wurde auch in die Tabulatur von Jan z Lublina aufgenommen. Stilistisch stehen Bracks Liedbearbeitungen dem Tenorlied des späten 15. und frühen 16. Jahrhunderts nahe. Nach Robert Eitner schließen sie sich im Ausdruck, den er als weich und geschmeidig empfindet, am ehesten dem Stil von Paul Hofhaimer an. In ihnen wird tatsächlich der relativ ruhigen Führung von Diskant und Tenor ein bewegteres Spiel von Alt und Bass gegenübergestellt, was an einige von Hofhaimers Liedern erinnert. Eine der ersten Tätigkeiten Bracks in Stuttgart was das Anlegen des im Jahr 1507 geschriebenen Chorbuchs. In diesem sind mit Sicherheit auch eigene Kompositionen enthalten; diese lassen sich aber nicht mehr dem Komponisten zuordnen, weil die betreffenden Titelblätter wegen der Initialen herausgeschnitten worden sind.

## Werke
- Messe
  - Missa sine nomine, seit 1945 verschollen
- Lieder
  - „Erst hebt sich Not und Jammer an“ zu vier Stimmen, Mainz 1513
  - „Ich hoff, es sei fast wol müglich“ zu vier Stimmen, Mainz 1513
  - „Ich rew und klag“ zu vier Stimmen, Köln 1519 und etliche weitere
  - „Mein Dienst und Will“ zu vier Stimmen, Mainz 1513
  - „On Zweifel gar hab ich mich dir“ zu vier Stimmen, Mainz 1513.

## Ausgaben
- „Erst hebt sich Not und Jammer an“, „Ich hoff, es sei fast wol müglich“, „Mein Dienst und Will“ und „On Zweifel gar hab ich mich dir“ in Peter Schöffers Liederbuch („Fünfzehn Deutsche Lieder“, hrsg. von K. Hasse, Wolfenbüttel / Berlin 1934 = Das Chorwerk, Nr. 29)
- „Ich rew und klag“ in dem Buch Das Liederbuch des Arnt von Aich, Kassel 1930, und weitere Ausgaben.